# カビエン
カビエン(Kavieng)はパプアニューギニア、ニューアイルランド州の州都。カビエン地方、カビエン都市地方レベル政府(Kavieng Urban LLG)に属する。
ニューアイルランド島北端のバルガイ湾に位置する同島最大の都市である。
2011年の人口は9943人。
使用言語はトク・ピシン、英語。
ニューアイルランド島の地方言語ティガク語を話す人もいる。
平均最高気温30.2度、平均最低気温22.5度、年間降水量3,183mm、標高10m。
カビエンはニューアイルランド島の主要港で貿易と観光の町である。
幾つかのスクーバダイビングの会社があり、自然豊かな景観と第二次世界大戦での沈没船で知られている。
カビエン港内にも幾つかの飛行機と船が沈んでいる。
町への接続はカビエン空港からポートモレスビーへ毎日航空便がある。
193km離れたナマタナイへ続くブルミンスキ高速道路の入口に空港はある。
カビエンには地方自治体の庁舎や商店街など地方の中心都市としてのサービスは全てある。
ホテルは金曜夜のシーフード料理で有名なカビエンホテル(Kavieng Hotel)の他、マラガン・ビーチ・リゾート・ホテル(Malagan Beach Resort hotel)、中華料理店、植民地時代はクラブだったカビエン・クラブ(Kavieng Club)がある。
病院には一般診療と小児科、外科がある。
また週に一度、市場が立つ。
町の端にはコプラ輸出のための大型の港湾設備があり、大型船が直接コプラと油を積み込むことができる。
カビエンからはニューアイルランド島とニューハノーバー島の間に位置する多くの島が見える。
ヌサ・リク島(Nusa Lik Island)、ヌサ・ラワ島(Nusa Lawa Island)、ナンゴ島(Nango Island)等のそれらの島々は、1960年代から70年代にかけて魚の缶詰工場が多くあった。

## 歴史
この付近は1516年のオランダ人の探検家による地図に初めて掲載されたが、カビエンの町はドイツの植民地として1900年代に入ってから作られた。
コプラ農園の経営で裕福になる者もいたが、カビエン自体は住人80人程の小さい町のままだった。
第一次世界大戦後、カビエンはパプアニューギニアの一部としてオーストラリアに割譲された。
これによりドイツ人の宣教師は強制送還され、ドイツ人の資産の全てが差押えられた。
1942年1月21日にカビエンは日本軍による大規模な空襲を受け、その夜は多くのオーストラリア人がニューアイルランド島から避難した。
日本軍は1月24日に島に上陸して占領、それから2年の間に島内に残るほとんどすべてのヨーロッパ人が日本軍に殺された。
海軍少将田村劉吉は、連合国軍の侵攻が迫った時はカビエンのすべてのヨーロッパ人捕虜を処刑する命令を出した。
少なくとも23人が1944年3月にカビエン港大虐殺(Kavieng Wharf Massacre)により殺され、それは戦後に戦争犯罪として裁かれた。
連合国軍が1945年に島を取り返した時にはカビエンの町はほぼ完全に破壊されていた。
町には第二次世界大戦当時の戦争遺物が多くの残されている。
最も有名なのは港湾道路に隣接したブンカー上にある大砲である。
一般公開はされていないがブンカーに入れるいくつかの入口があり、砲台からは港を一望できる。